# Calliergis vandarbana
Calliergis vandarbana är en fjärilsart som beskrevs av Max Wilhelm Karl Draudt 1938. Calliergis vandarbana ingår i släktet Calliergis och familjen nattflyn. Inga underarter finns listade i Catalogue of Life.